# Lepraria toilenae
Lepraria toilenae är en lavart som beskrevs av Kantvilas & Kukwa. Lepraria toilenae ingår i släktet Lepraria och familjen Stereocaulaceae.   Inga underarter finns listade i Catalogue of Life.